# Juliette Thomas
Pour les articles homonymes, voir Thomas.
Juliette Thomas (née le 30 octobre 2000) est une athlète belge spécialiste de la course de fond et du cross-country.

## Biographie
Juliette Thomas termine troisième du 5 000 mètres des Championnats de Belgique d'athlétisme 2021 à Bruxelles. La même année, elle termine 16e du 10 000 mètres des Championnats d'Europe espoirs à Tallinn.
Elle dispute les Championnats d'Europe de cross-country 2023 à Bruxelles, remportant la médaille de bronze en cross par équipes et terminant 26e en individuel.
Le 10 mars 2024, elle remporte son premier titre de championne de Belgique de semi-marathon en 1 h 9 min 48 s à Gand.
Le 14 avril 2024, pour ses débuts sur marathon, elle prend la 7e place en 2 h 31 min 40 s du marathon de Hanovre.
Le 9 juin 2024, elle prend la 21e place du semi-marathon des Championnats d'Europe d'athlétisme à Rome. 
Le 8 septembre 2024, elle remporte le Big 10 d'Utrecht, aux Pays-Bas, une course internationale de 10 km sur route en améliorant son record personnel en 31 min 41 s sur cette distance.
Le 13 octobre 2024, elle remporte son premier titre de championne de Belgique de marathon en 2 h 27 min 23 s à Eindhoven en prenant la 2e place chez les féminines. 
Le 12 avril 2025, elle se classe deuxième de semi-marathon dans le cadre des premiers Championnats d'Europe de course sur route à Louvain en 1 h 10 min 57 s au terme des 21,1 kilomètres derrière sa compatriote Chloé Herbiet. Elle remporte également la médaille d'or par équipe.